# Vana-Otepää
Vana-Otepää – wieś położona w estońskiej gminie Otepää.
Według spisu ludności z 2021 roku wieś Vana-Otepää miała 120 mieszkańców.